# 安东尼奥·吉亚尔代洛
安东尼奥·吉亚尔代洛（義大利語：Antonio Ghiardello，1898年3月21日—1992年1月5日），意大利男子赛艇运动员。他曾代表意大利参加1932年和1936年夏季奥林匹克运动会赛艇比赛，其中1932年奥运会获得一枚铜牌。